# Dan Håfström
Dan Ismael Håfström, född 15 juli 1972 i Frösunda församling i Vallentuna i Stockholms län, är en svensk frilansande journalist och tidigare barnskådespelare som spelade Birk Borkason i Tage Danielssons sista film Ronja Rövardotter från 1984. 
År 2016 talade han ut om "vad hände sen-fenomenet" i Sveriges Radio P3 efter att han blev uppringd.
Han är son till konstnären Jan Håfström och koreografen Margaretha Åsberg samt halvbror till filmregissören Mikael Håfström och sonson till konstnären Erik Håfström.

## Filmografi
- 1984 – Ronja Rövardotter
- 1987 – I dag röd (TV-serie)